# Feissons-sur-Isère
Feissons-sur-Isère, anciennement Feissons-sous-Briançon, est une ancienne commune française située dans le département de la Savoie, en région Auvergne-Rhône-Alpes.

## Géographie

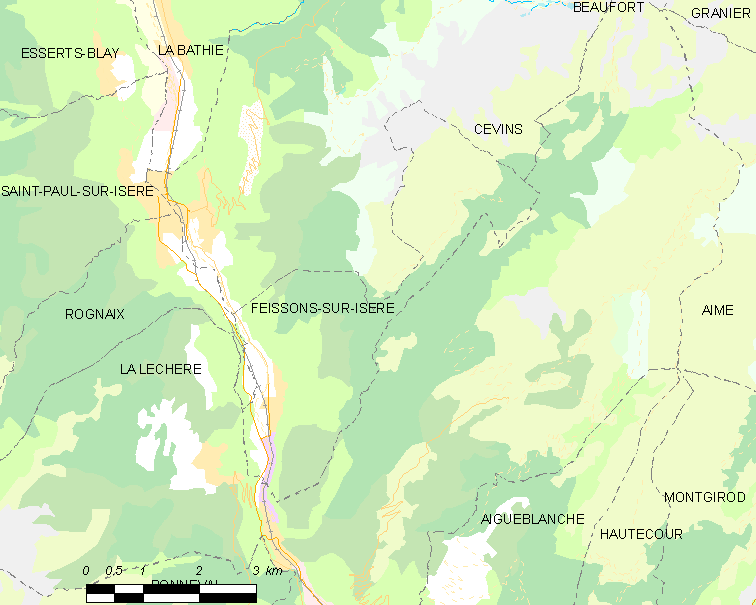
Plan du territoire des Feissons-sur-Isère.

Feissons-sur-Isère est une commune de la basse vallée de la Tarentaise, située sur la rive droite de l'Isère, à l'exception du lieu-dit Feissonnet, en face des territoires de Rognaix et  La Léchère. La commune se situe le long de la route nationale 90 menant d'Albertville, en amont, à Moûtiers, en amont.

## Toponymie
Le toponyme moderne associe l'ancien nom de la paroisse et de la commune, « Feissons », au syntagme « -sur-Isère », en lien avec la topographie. Il fait suite à l'ancien nom de Feissons-sous-Briançon (ou Fessons), qui permettait de le situer par rapport à Briançon.
La paroisse est mentionnée, selon l'abbé Joseph-Antoine Besson, en 1140 sous la forme Fesson, puis vers la fin du XIIe siècle, Ecclesia de Feissone ou de Fessone. Au XIVe siècle, Cartulaire Sabaudiae donne Ecclesia de Feisser inferiori. Aux siècles suivants, les archives communales d'Albertville mentionnent Faisson (XVIIe siècle), puis Fessons-sous-Briançons (1729).
Le toponyme Feissons est, pour l'abbé Gros, une variante de Faysson appartenant à la « famille de Fagus » (hêtre). L'abbé indique qu'il « conviendrait d'écrire Faysson ou plus simplement Fesson ».
En francoprovençal, le nom de la commune s'écrit Fèysson, selon la graphie de Conflans.

## Histoire
La commune fusionne avec  La Léchère et Bonneval au 1er janvier 2019 pour devenir une commune nouvelle qui garde le nom La Léchère,.

## Politique et administration
| Période                                  | Période                  | Identité        | Étiquette | Qualité |
| ---------------------------------------- | ------------------------ | --------------- | --------- | ------- |
| Les données manquantes sont à compléter. |                          |                 |           |         |
| mars 2001                                | En cours (au avril 2014) | François Dunand | ...       | ...     |

## Démographie
Les habitants sont appelés les Briançonnais.

L'évolution du nombre d'habitants est connue à travers les recensements de la population effectués dans la commune depuis 1793. Pour les communes de moins de 10 000 habitants, une enquête de recensement portant sur toute la population est réalisée tous les cinq ans, les populations de référence des années intermédiaires étant quant à elles estimées par interpolation ou extrapolation. Pour la commune, le premier recensement exhaustif entrant dans le cadre du nouveau dispositif a été réalisé en 2005.

En 2016, la commune comptait 570 habitants, en évolution de −2,4 % par rapport à 2010 (Savoie : +3,63 %, France hors Mayotte : +2,11 %).
| 1793 | 1800 | 1806 | 1822 | 1838 | 1848 | 1858 | 1861 | 1866 |
| ---- | ---- | ---- | ---- | ---- | ---- | ---- | ---- | ---- |
| 440  | 366  | 493  | 565  | 627  | 630  | 520  | 513  | 585  |

| 1872 | 1876 | 1881 | 1886 | 1891 | 1896 | 1901 | 1906 | 1911 |
| ---- | ---- | ---- | ---- | ---- | ---- | ---- | ---- | ---- |
| 490  | 469  | 471  | 476  | 812  | 443  | 431  | 426  | 436  |

| 1921 | 1926 | 1931 | 1936 | 1946 | 1954 | 1962 | 1968 | 1975 |
| ---- | ---- | ---- | ---- | ---- | ---- | ---- | ---- | ---- |
| 418  | 427  | 391  | 386  | 365  | 485  | 448  | 463  | 480  |

| 1982 | 1990 | 1999 | 2005 | 2006 | 2010 | 2015 | 2016 | - |
| ---- | ---- | ---- | ---- | ---- | ---- | ---- | ---- | - |
| 427  | 376  | 505  | 548  | 554  | 584  | 571  | 570  | - |

## Culture locale et patrimoine

### Lieux et monuments

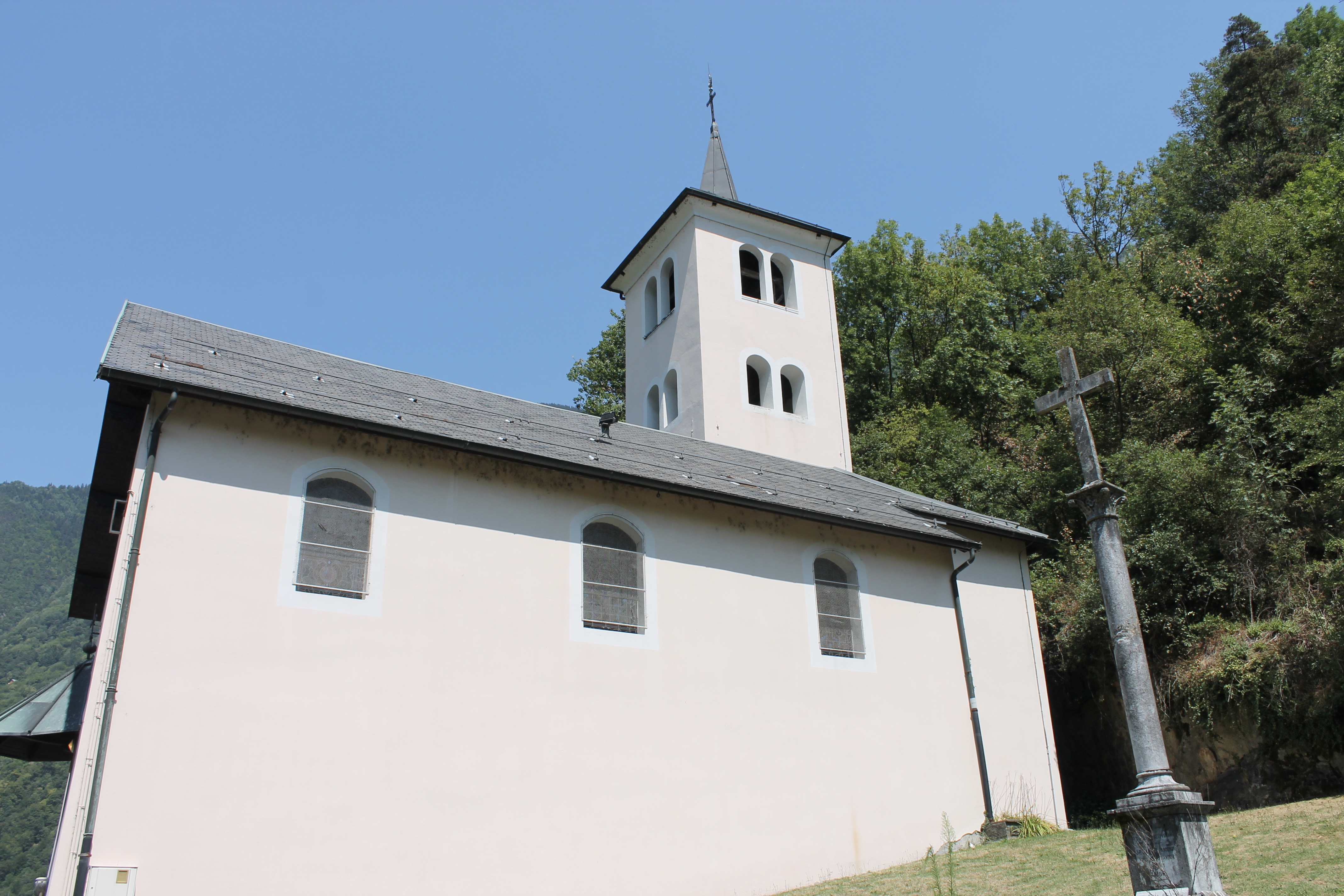
Église Saint-Eusèbe (été 2018).

- Le château de Feissons est une ancienne maison forte, du XIIIe siècle, qui se dresse au nord-est du bourg. Au Moyen Âge, il fut le centre de la seigneurie de Feissons, érigée en comté en 1680 ; subsistent un donjon cylindrique du XIIIe siècle et un corps de logis du XVIe siècle.
- Église Saint-Eusèbe, reconstruite en 1725, consacrée le 6 juin 1728. Retable baroque de 1698.

### Héraldique
| Blason de Feissons-sur-Isère | Blason  | De gueules à la croix d'argent chargée en cœur d'une tour carrée de sable, ajourée de deux pièces d'argent et à la base alésée en barre. |
| Blason de Feissons-sur-Isère | Détails | Adopté par la municipalité. Commune fusionnée avec La Léchère le 1er janvier 2019.                                                       |